# Schwere Waffen
Schwere Waffen bilden auch im 21. Jahrhundert den Kern moderner Streitkräfte. Der Begriff hat keine Legaldefinition und keine waffentechnisch klare Abgrenzung. Zu den schweren Waffen werden gemäß Definition der Bundeszentrale für politische Bildung alle Waffen gezählt, die den folgenden Kategorien zugeordnet werden können:
- Artillerie (Mehrfachraketenwerfer, selbstfahrende Geschütze, gezogene Geschütze) mit einem Kaliber von mehr als 100 mm
- Gepanzerte Fahrzeuge (Kampfpanzer, leichte Panzer, Mannschaftstransportwagen)
- Kriegsflugzeuge (Kampfhubschrauber, Starrflügel-Jagdflugzeuge)
- Kriegsschiffe (U-Boote, Überwasserkampfschiffe oberhalb der Korvettengröße)

Sie unterscheiden sich nach diesem Verständnis von Klein- und Leichtwaffen, oft als Small Arms and Light Weapons zusammengefasst, sowie den Massenvernichtungswaffen (biologische, atomare oder chemische Waffen).
Während des russischen Überfalls auf die Ukraine tauchte der Begriff Schwere Waffen häufig in der medialen Berichterstattung auf. Der ukrainische Präsident Wolodymyr Selenskyj forderte insbesondere die NATO-Staaten zur Lieferung von schweren Waffen auf.